# Агте, Владимир Николаевич
Владимир Николаевич Агте (27 июня 1881, Новочеркасск — 28 декабря 1941, Москва) — активный участник революционных событий в городе Липецке и его уезде, первый председатель-большевик Липецкого уездного исполкома Совета рабочих и крестьянских депутатов.

## Биография
Родился в семье юриста. В 1899 году окончил реальное училище в Курске, а в 1913 году — Петербургский лесной институт. В 1902 году вступил в РСДРП. В 1905—1906 годах подвергался аресту по подозрению в принадлежности к революционной организации и за участие в революционном движении крестьян и учителей.
В 1917 году переехал в Липецк, где до декабря работал помощником лесничего и преподавателем Романовской лесной школы Липецкого уезда. 16 декабря 1917 года был избран председателем исполкома Липецкого уездного Совета. 30 января 1918 года был избран членом комиссии по организации Липецкого Совета, принял активное участие в выпуске первого номера газеты «Известия Липецкого уездного Совета». С февраля по май 1918 года работал комиссаром отдела земского хозяйства. В мае 1918 года избран в состав уездного Совета народного хозяйства, в июле того же года 2-й Липецкий объединённый съезд Советов утвердил В. Н. Агте председателем совнархоза. Позже В. Н. Агте возглавил уездный комитет РКП(б).
В 1921—1924 годах — на педагогической и хозяйственной работе в Москве. С 1924 года — заместитель директора Государственного Никитского Ботанического сада.
В 1929 году вышел на пенсию, но в 1938 году вновь приступил к работе в Главном лесном управлении Наркомлеса СССР. В январе 1940 года освобождён от работы по болезни.

## Память
К 50-летию Великой Октябрьской социалистической революции на площади Революции был открыт памятник-обелиск, рядом с которым на изогнутой стеле — барельефное изображение лиц тех, кто принимал активное участие в утверждении Советской власти в Липецке. На торце стелы начертаны их имена, в том числе и В. Н. Агте.
27 октября 1967 года часть Садовой улицы в Липецке была переименована в улицу Агте.